# Pałac w Pietronkach
Pałac w Pietronkach – pałac w gminie Chodzież, na skraju wsi Pietronki. 
Został wzniesiony po 1893 r. dla Hermana von Leipzigera z okazji jego ślubu z hrabianką Eweliną von Rittberg. Całkowicie przebudowany prawdopodobnie na początku XX wieku. Dwukondygnacyjny, o zwartej bryle, podpiwniczony. Otoczony rozległym parkiem krajobrazowym. 
W latach 1983–1988 przeprowadzono w nim kapitalny remont. Obecnie obiekt jest zamknięty.